# Change (låt av Hotel FM)
Change är en låt framförd av det rumänska popbandet Hotel FM. Låten representerade Rumänien vid Eurovision Song Contest 2011 i Düsseldorf, Tyskland, och slutade på en 17:e plats i finalen. Låten är skriven och komponerad av Gabriel Băruţă och Alexandra Ivan.